# Megabates
Megabates (en grec antic Μεγαβάτης) era un príncep aquemènida, cosí de Darios I el Gran i d'Artafernes.
Artafernes el va nomenar comandant de l'expedició enviada en ajut d'Aristàgores de Milet per la conquesta de Naxos, però a causa d'una disputa amb Aristàgores, Megabates va revelar l'objectiu de l'expedició a la gent de Naxos que així es van poder defensar amb èxit, explica Heròdot.
Heròdot diu també que Pausànies d'Esparta va demanar la mà de la filla de Megabates, però en la carta de Pausànies a Xerxes I de Pèrsia que esmenta Tucídides, la mà que demana és la de la filla del rei.